# The Twilight Zone Tower of Terror
Pour les articles homonymes, voir Tower of Terror (homonymie), TOT et Hollywood Hotel (homonymie).
The Twilight Zone Tower of Terror, plus couramment appelé Tower of Terror ou la Tour de la Terreur en français, est un parcours scénique des parcs Disney s'inspirant du principe des tours de chute mais utilisant la technologie des ascenseurs. À la différence des chutes libres classiques (ou free fall) qui ne sont pas accélérées, cette attraction est basée sur le système hyper drop ou ejector, qui provoque des accélérations verticales supérieures à l'accélération de la pesanteur terrestre.
Le nom complet de l'attraction est The Twilight Zone Tower of Terror aux Disney's Hollywood Studios (ex-Disney-MGM Studios) et aux Walt Disney Studios. Ce nom fait référence à ces deux éléments :
- The Hollywood Tower Hotel, le nom de l'hôtel qui est « maudit », dans lequel se déroule l'attraction. Il est nommé Hightower Hotel au Japon.
- The Twilight Zone, une célèbre série télévisée baptisée la Quatrième Dimension en France. C'est le thème de l'attraction.

Un téléfilm produit par Disney en 1997 reprend l'histoire fictive de l'attraction. En 2009, Walt Disney Pictures a annoncé projeter un long-métrage basé sur l'attraction.

## Concept
L'attraction est basée à l'origine sur l'hôtel imaginaire Hollywood Tower Hotel, situé à proximité des collines au nord d'Hollywood. L'hôtel aurait ouvert ses portes en 1917 (selon la version de Floride) ou en 1929 (selon les versions de Californie et de France). D'après la légende entourant le bâtiment, le 31 octobre 1939 (la nuit d'Halloween), l'hôtel accueillait une réception dans la salle de bal du dernier étage (le treizième). Mais le bâtiment fut frappé par la foudre et un ascenseur rempli de cinq passagers fut transporté dans la Quatrième Dimension en même temps que la partie du bâtiment où avait lieu la réception fut détruite. L'extérieur du bâtiment ressemble à un hôtel d'architecture hispano-californienne avec une entaille provoquée par la foudre.
Pour la version de Tokyo DisneySea, l'histoire est différente (n'ayant aucun lien avec la Quatrième Dimension), mais la séquence de chutes est identique à la version de Californie : voir ci-dessous.
Avec une hauteur de 66,3 m (soit 199 pieds), c'est la plus haute attraction de Walt Disney World Resort et du Disneyland Resort. Selon des membres de l'équipe chargée de la construction en Floride, cette hauteur est due à une réglementation aérienne : à partir de 200 pieds, une lumière clignotante rouge doit être placée au-dessus du bâtiment. Cela aurait gêné le thème des années 1930 de l'attraction.
Dans un effort de vraisemblance par rapport à la série télévisée, l'équipe d'imagineers de Disney visionna l'ensemble des 156 épisodes au moins deux fois. L'attraction n'est basée sur aucun épisode particulier, mais de nombreux détails font référence à certains épisodes, plus particulièrement dans la bibliothèque de l'hôtel.
Le rôle des employés de l'attraction est celui de groom. L'histoire veut que les descendants des employés du Hollywood Tower Hotel rouvrent l'hôtel afin de permettre au public de connaître l'histoire de ce haut lieu qui accueillait auparavant l'élite du show-business. Bien que n'étant ni méchants ni sinistres (contrairement aux domestiques du Phantom Manor au Disneyland Park), les grooms du Hollywood Tower Hotel sont très serviables. Mais au fur et à mesure que l'on s'approche des portes des ascenseurs de service, ils deviennent moins souriants et plus étranges, pratiquant l'humour noir à foison. La popularité des grooms est telle que des sites Internet et des forums leur sont consacrés. Le rôle des employés de la Tour de la Terreur de Tokyo DisneySea est totalement différent. Moins effrayants, ils sont les employés de Monsieur Hightower.

### Scènes

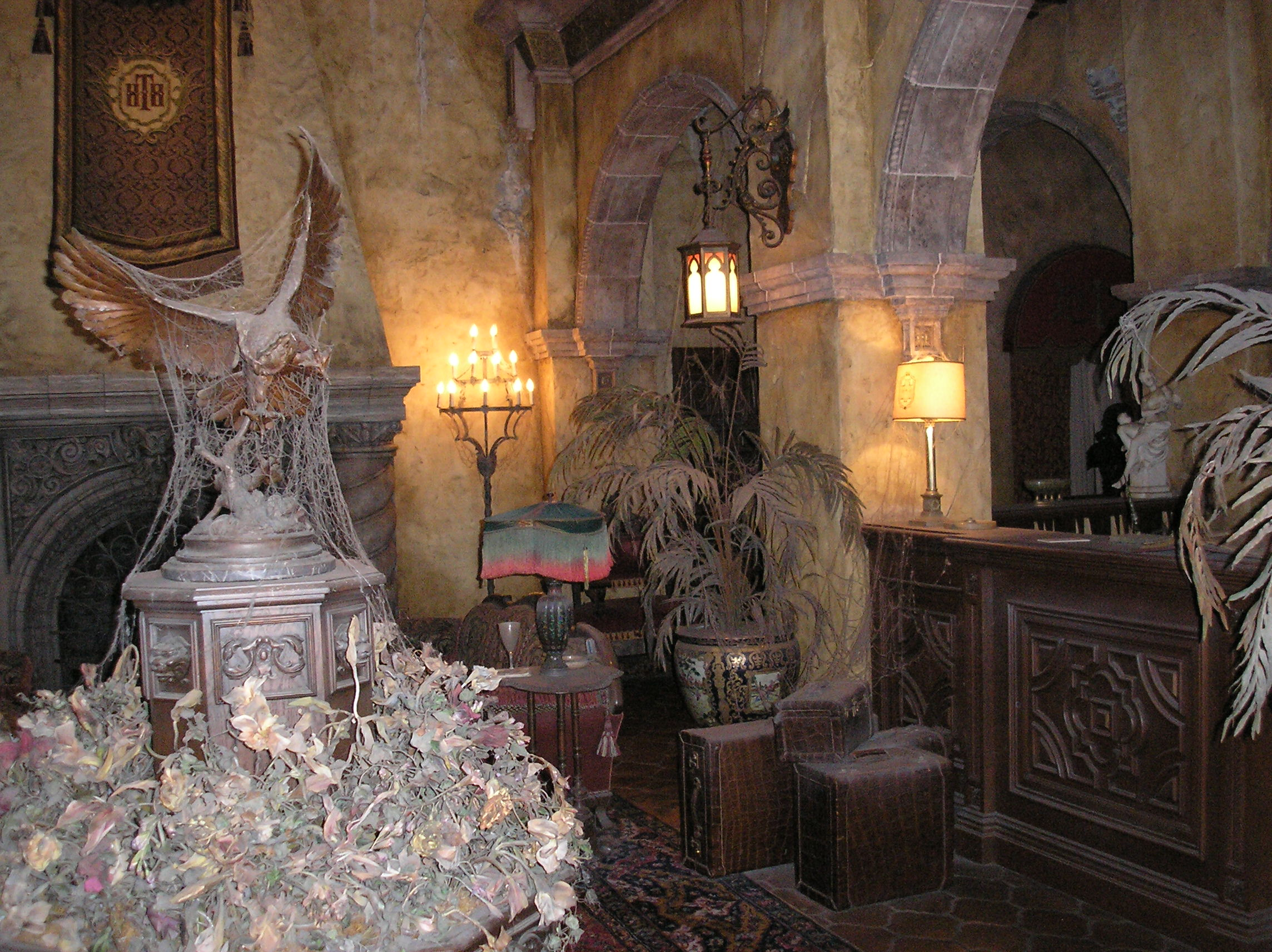
Le hall d'entrée de la Tour de la Terreur en Floride.

Le petit film d'introduction montré au début de l'attraction a été produit pour ressembler aux introductions de la série télévisée, il reprend une séquence narrative de Rod Serling dont le texte est modifié pour l'occasion et enregistré par Mark Silverman.
La version originale de l'attraction, située en Floride est découpée en 13 scènes :
1. Le hall de réception
2. L'entrée de la bibliothèque (préshow : explication de « l'histoire » à travers une vieille télévision)
3. La bibliothèque
4. Le hall des correspondances
5. La chaufferie
6. Chargement
7. Couloir
8. Quatrième Dimension
9. Chutes
10. Épilogue par Rod Serling
11. Zone de Retour/Attente/Maintenance
12. Déchargement
13. Boutique et/ou Sortie

Avant d'ouvrir au public, les imagineers testèrent 33 versions de l'attraction.

### Le système
L'attraction utilise une technologie d'ascenseur spécialement développée pour Disney par Otis, la filiale de United Technologies aussi responsable des aquariums géants de The Living Seas à Epcot.
La version de Floride permet de déplacer la cabine dans et à l'extérieur de sa cage (en vitesse réduite). Ce système ne fut pas utilisé dans les versions suivantes pour des raisons techniques. C'est cette partie de l'attraction qui pose le plus de problèmes nécessitant l'arrêt de l'attraction. Les ordinateurs surveillant les ascenseurs perdent fréquemment la trace des cabines durant cette section horizontale. Les autres versions proposent à la place un système de miroirs transformant les reflets en fantômes.
Lors des premiers contacts avec Otis, les imagineers de Disney essayèrent les derniers modèles d'ascenseurs de la marque, mais un problème existait : on ne ressentait ni la descente ni l'ascension, ce qui n'aurait pas fait une bonne attraction.
Bien que l'attraction soit présentée comme une chute libre, l'ascenseur descend de manière accélérée par rapport à la gravité. Cela donne une sensation d'apesanteur qui peut être observée si un objet est perdu durant la chute (il est déconseillé de le faire en raison des risques de blesser autrui). Cet effet est aussi utilisé par la NASA dans certains de ses simulateurs.

## Les différentes attractions
L'attraction a été construite en plusieurs exemplaires de par le monde et chacune avec un aspect différent :
- celle des Disney's Hollywood Studios en 1994 avec un budget de 160 millions de $.
- celle de Disney California Adventure en 2004 avec un budget de 100 millions de $.
- celle de Tokyo DisneySea en 2006 avec un budget de 180 millions de $.
- celle des Walt Disney Studios en 2007 avec un budget d'environ 185 millions de $.

### Disney's Hollywood Studios
La version de Floride est la plus ancienne et possède plusieurs scènes supplémentaires. Elle est considérée comme l'originale et la plus aboutie. Depuis son ouverture, l'attraction a reçu des améliorations concernant principalement la séquence et la façon dont se produit la chute.
Elle est située à l'extrémité du Sunset Boulevard ce qui lui donne une certaine majesté. Le ciel orageux de Floride donne à la silhouette de la tour un aspect saisissant en parfaite adéquation avec le thème de l'attraction, et encore plus si des éclairs zèbrent l'encre du ciel.

#### Données techniques

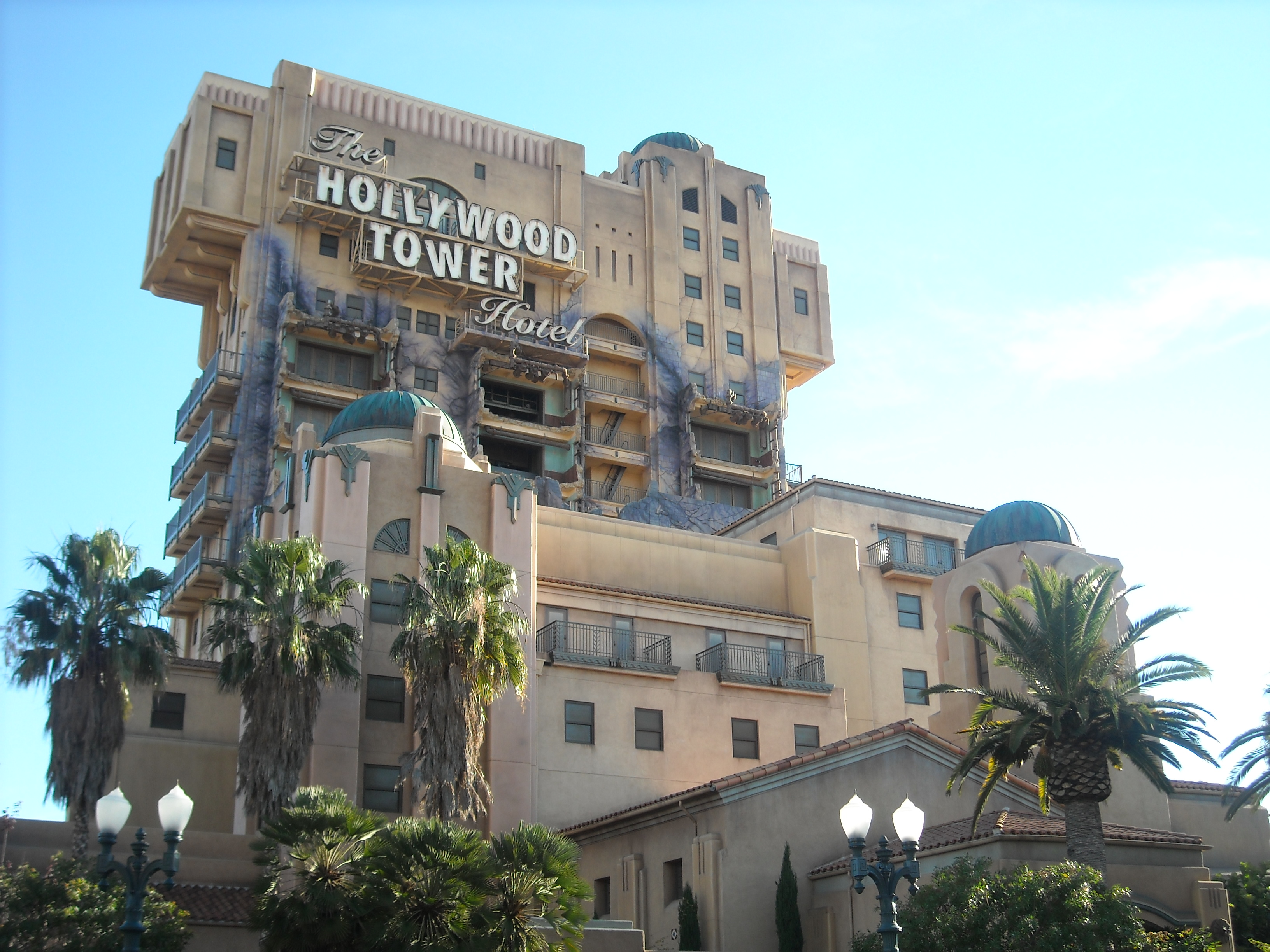
La Tour de la Terreur à Disney Studio Paris

Cette attraction bénéficie du système FastPass
- Ouverture : 22 juillet 1994[1]
- Conception : Walt Disney Imagineering
- Style architectural : Pueblo Deco et toiture néogothique
- Améliorations importantes :
  - mai 1996 - Tower of Terror 2 - Twice the Fright
  - 1er mars 1999 - Tower of Terror 3 - Fear Every Drop
  - 31 décembre 2002 - Tower of Terror 4 - Never the Same Fear Twice
- Point culminant : 66,3 m.
- Durée : 5 min.
- Taille minimale requise pour l'accès : 1,02 m.
- Capacité : 21 personnes par véhicule[2]
- Type d'attraction : Chute dans le vide (Hyper drop)
- Situation : 28° 21′ 35″ N, 81° 33′ 35″ O

#### Description de l'attraction

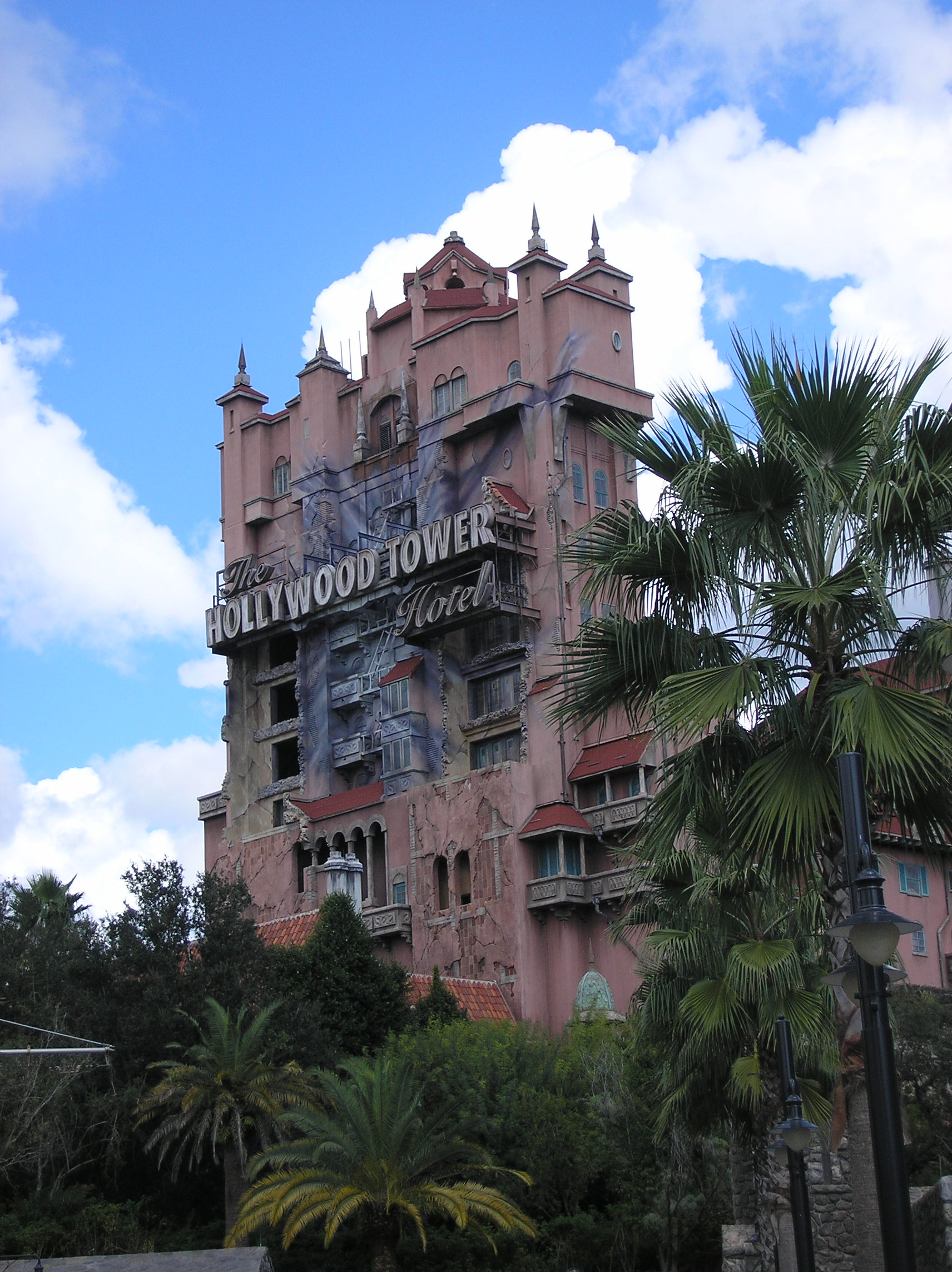
La Tour de la Terreur en Floride.

Les visiteurs qui entrent dans l'attraction sont amenés dans la bibliothèque pour visionner le petit film présenté par Rod Serling à travers une vieille télévision. Ce court métrage nous informe sur les événements qui frappèrent l'hôtel. Ensuite les visiteurs passent au travers des salles communes de l'hôtel jusqu'à la chaufferie du sous-sol. Ils sont menés à un ascenseur de service aménagé pouvant accueillir 21 personnes sur six rangées de fauteuils.
Lorsque l'embarquement des visiteurs est effectué, les portes se ferment puis l'ascenseur s'élève durant quelques secondes avant de s'arrêter un moment, pendant que la voix de Rod Serling annonce aux participants : « You are the passengers on a most uncommon elevator about to ascend into your very own episode of The Twilight Zone » (« Vous êtes les passagers d'un des ascenseurs les plus stupéfiants qui soient, prêt à monter pour votre propre épisode de La Quatrième Dimension ») Les portes s'ouvrent pour révéler un couloir peuplé de personnages fantasmagoriques tout droit venus de 1939, qui disparaissent ensuite comme pour nous inviter à entrer (un rappel de la scène du couloir de Phantom Manor). Le couloir se dissipe dans un ciel de nuit étoilée et une fenêtre se brise (comme dans la première partie de chaque épisode de la série télévisée). L'ascenseur se referme et commence à remonter. Le narrateur reprend : « One stormy night long ago, five people stepped through the door of an elevator and into a nightmare. That door is opening once again, and this time, it's opening for you. » (« Par une nuit d'orage il y a fort longtemps, cinq personnes passèrent les portes d'un ascenseur pour vivre un cauchemar. L'orage est maintenant de retour et les portes s'entrouvrent à nouveau, et cette fois-ci, elles s'ouvrent pour vous. »)
Ensuite un peu plus haut, les portes s'ouvrent à nouveau et la cabine se déplace mystérieusement en dehors de la cage, à travers une section de l'attraction appelée la Quatrième Dimension : une collection surréaliste d'objets et de signes provenus d'on ne sait où, certains apparaissaient dans le générique de la série.
La cabine s'arrête dans le noir complet. La voix de Rod Serling résonne soudain de nulle part : « You are about to discover what lies beyond the fifth dimension, beyond the deepest, darkest corner of the imagination... in the Tower of Terror! » (« Vous êtes sur le point de découvrir ce qui repose au-delà de la Cinquième Dimension, au-delà des plus profonds, des plus obscurs recoins de l'imagination... dans la Tour de la Terreur ! »)
La séquence de chute commence. À l'un des moments de la chute, les portes de l'ascenseur s'ouvrent pour révéler une vue du parc à une hauteur d'une dizaine d'étages. Pour être plus précis, ce sont les deux étages juste sous le nom de l'hôtel sur la façade.
Après une série de ces chutes, l'ascenseur s'arrête en bas de la cage, se déplace latéralement vers l'arrière puis effectue un quart de tour pour rejoindre la zone de débarquement, alors que la voix de Rod Serling se fait entendre une dernière fois : « A warm welcome back to those of you who made it, and a friendly word of warning; something you won't find in any guidebook. The next time you check into a deserted hotel on the dark side of Hollywood, make sure you know just what kind of vacancy you're filling. Or you may find yourself a permanent resident of… the Twilight Zone. » (« Un accueil chaleureux à ceux d'entre vous qui l'ont fait, et un conseil d'ami ; quelque chose que vous ne trouverez dans aucun guide. La prochaine fois que vous réserverez dans un hôtel abandonné de la partie sombre d'Hollywood, prenez bien soin de préciser combien de temps vous restez. Ou vous risquez de devenir des résidents permanents… de la Quatrième Dimension. ») À la sortie, une boutique propose des souvenirs et la photo prise durant la chute.
À l'origine, la séquence de chute était toujours la même, comme c'est toujours le cas dans la version de Tokyo DisneySea et comme ce fut le cas de la version de Disney California Adventure jusqu'à janvier 2017 et de celle des Walt Disney Studios jusqu'à septembre 2019. La première séquence est restée en place jusqu'en mai 1996. Elle fut ensuite remplacée par une nouvelle nommée « Tower of Terror 2 : Twice the Fright » (« La Tour de la Terreur 2 : Deux fois plus peur »). Le 1er mars 1999, l'attraction est de nouveau modifiée et la séquence « Tower of Terror 3 : Fear Every Drop » (« La Tour de la Terreur 3 : Craignez chaque chute ») remplace la précédente. Depuis le 31 décembre 2002, l'attraction bénéficie de l'amélioration « Tower of Terror 4 : Never the Same Fear Twice » (« La Tour de la Terreur 4 : Jamais deux fois la même peur »). Trois nouvelles séquences de chute sont créées en plus de celle de 1999, l'une des quatre séquences étant sélectionnée au hasard pour chaque tour dans l'attraction. Cela permet aux visiteurs d'avoir une expérience différente à chaque passage.
À l'occasion de cette amélioration, la sécurité dans l'attraction a été modifiée : les barres de sécurité, une par rangée de sièges, qui étaient en place jusqu'alors ont été remplacées par une ceinture de sécurité pour chaque passager. Le même système sera reproduit dans les versions californienne, japonaise et française de l'attraction.

### Disney California Adventure
En Californie, l'attraction était située derrière plusieurs bâtiments du Hollywood Pictures Backlot. Sa position ne lui permettait pas d'avoir le recul offert par le Sunset Boulevard des Disney's Hollywood Studios. De plus elle est placée en oblique par rapport à la rue, afin que la façade soit visible depuis l'entrée du parc. Pour des raisons budgétaires cette version est plus courte que son aînée de Floride.
L'aspect extérieur de l'attraction diffère de celle de Floride. La couleur des murs est plus claire, à base de jaune ou sable. La tour du bâtiment se découpe en deux parties, une grande à gauche, contenant deux cages d'ascenseur, et une plus petite à droite ne contenant qu'un ascenseur avec au sommet un dôme hémisphérique de couleur turquoise. Une partie du bâtiment semble avoir disparu d'après le décor et les ascenseurs sont visibles depuis l'extérieur.
Une nouvelle séquence de chute pour la Tour de la Terreur devait être lancée en 2006 lors des cérémonies du 50e anniversaire de Disneyland, en même temps que l'« habillage » nocturne Rock It Mountain de Space Mountain. , mais ce projet ne fut pas suivi.
Le 6 mai 2016, plusieurs sites de fans de Disney se mobilisent contre la transformation annoncée de la Tower of Terror de Californie en attraction sur les Gardiens de la Galaxie. Le 24 juillet 2016 pendant la Comic-Con Disney a officialisé que l'attraction fermerait le 2 janvier 2017 pour être transformée en une nouvelle attraction dénommée Guardians of the Galaxy Mission: Breakout! prévue au cours de l'été 2017,. La tour doit être transformée aussi bien extérieurement qu'intérieurement pour laisser place à un nouveau thème en rapport avec les Gardiens de la Galaxie. Le principe de chute libre restera cependant en place. La nouvelle attraction s'appelle Guardians of the Galaxy – Mission: Breakout!. Le 23 juillet 2016, le Los Angeles Times se fait l'écho de l'indignation des fans sur les médias sociaux à la suite de l'annonce de la transformation de l'attraction prévue en 2017. Le 31 août 2016, Disney annonce la fermeture de l'attraction 2 janvier 2017 pour une transformation,. Le  21 septembre 2016, Disney retire le nom Hollywood Tower Hotel de l'édifice en Californie, confirmant la transformation en Guardians of the Galaxy.

#### Données techniques
Cette attraction bénéficie du système FastPass
- Ouverture : 5 mai 2004[12]
- Fermeture : 2 janvier 2017
- Conception : Walt Disney Imagineering
- Style architectural : Pueblo Deco
- Point culminant : 61 m (13 m sous le sol)
- Taille minimale requise pour l’accès : 1,02 m.
- Capacité : 21 personnes par véhicule[13]
- Type d'attraction : Chute dans le vide (Hyper drop)
- Situation : 33° 48′ 25″ N, 117° 55′ 02″ O

#### Description de l'attraction

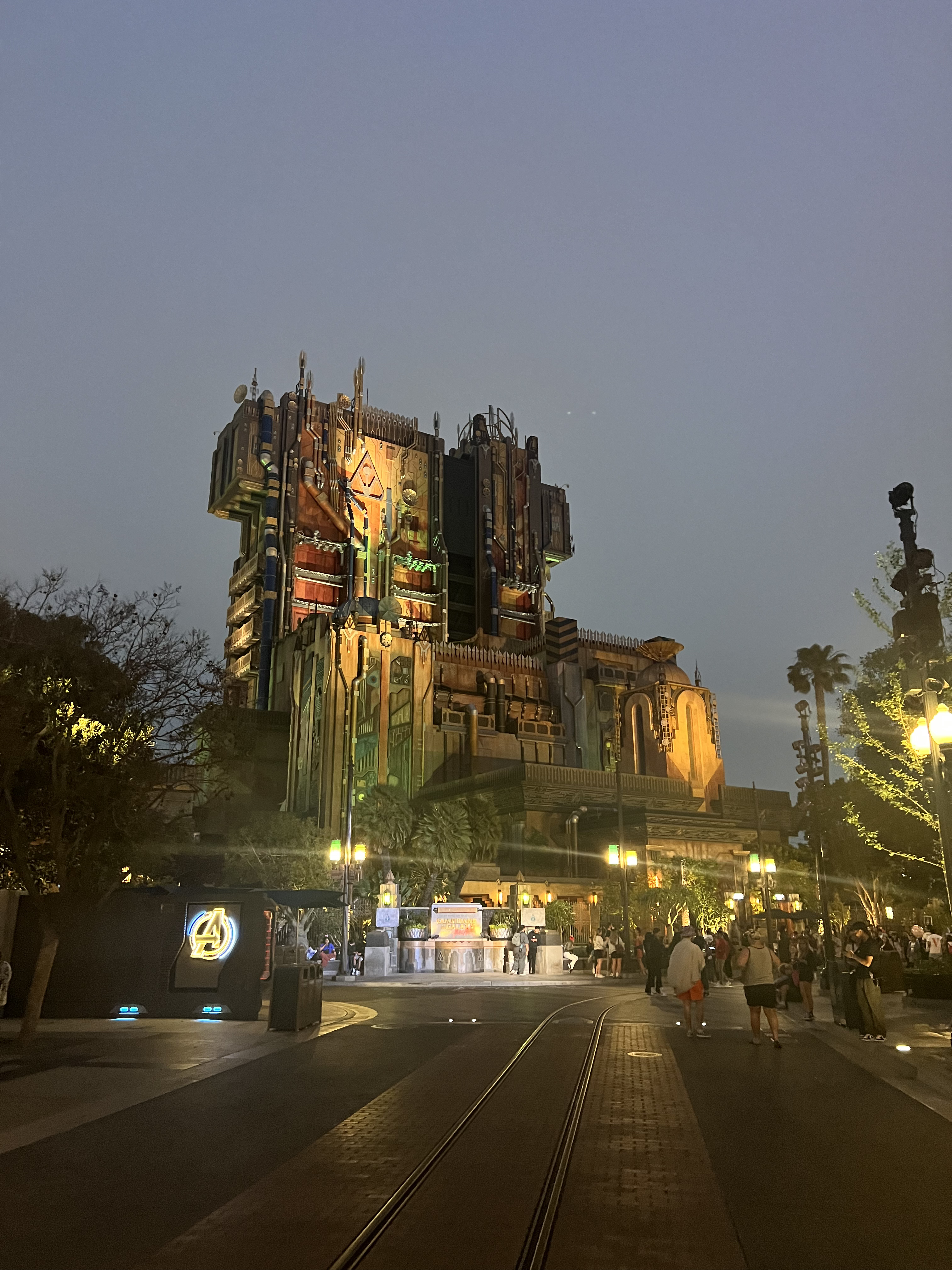
La Tour de la Terreur en Californie, sur le thème des Gardiens de la Galaxie.

Bien que l'attraction soit basée sur un concept et un thème similaires à son aînée de Floride, cette version possède quelques différences.
La première différence concerne l'embarquement dans l'attraction : les visiteurs sont répartis sur deux étages puis sont dirigés vers l'une des trois cabines disponibles à l'étage où ils ont été envoyés (soit six cabines en tout). Pour chacune des trois cages d'ascenseur, pendant que les procédures de débarquement puis d'embarquement des visiteurs sont effectuées dans la cabine d'un étage, la cabine de l'autre étage réalise le parcours de l'attraction. Ce principe permet d'augmenter le débit de l'attraction et donc de réduire le temps d'attente des visiteurs. Il est également utilisé dans les versions japonaise et française de l'attraction.
À la fermeture des portes après l'embarquement, au lieu de monter directement comme dans l'attraction de Floride, la cabine se déplace latéralement vers l'arrière (afin de rejoindre la cage d'ascenseur où se dérouleront les montées et chutes) entourée d'un champ d'étoiles. Le narrateur annonce : « Vous êtes les passagers d'un des ascenseurs les plus stupéfiants qui soient. Et vous allez faire le plus étrange voyage de votre vie. Votre destination... inconnue, mais une chose est sûre : une réservation a été faite en votre nom, pour une durée prolongée. » (« You are the passengers of a most uncommon elevator, about to take the strangest journey of your lives. Your destination ... unknown, but this much is clear : a reservation has been made in your name for an extented stay. »)
Les portes se ferment et les visiteurs se retrouvent plongés dans le noir, tandis que l'ascenseur s'élève.
Le premier arrêt se fait devant un large miroir, le narrateur demande alors aux participants de « dire adieu au monde réel » (« Wave good bye to the real world »). Le reflet des visiteurs se transforme alors en fantômes sous l'impulsion d'un arc électrique autour du miroir. L'ascenseur vibre et les visiteurs peuvent voir dans le miroir le reflet de la cabine vide. Les portes se referment et le narrateur annonce aux participants qu'ils « viennent de pénétrer dans la Quatrième Dimension » (« For you have just entered the Twilight Zone »).
À l'arrêt suivant, un couloir similaire à celui de Floride, mais au bout de celui-ci, au lieu d'une fenêtre, c'est l'ascenseur de 1939 avec ses cinq occupants tombant dans l'espace. Le narrateur se fait entendre : « Les tristes événements qui s'abattirent sur ce haut lieu d'Hollywood sont sur le point de se reproduire. Par une nuit d'orage, il y a fort longtemps, cinq personnes passèrent les portes d'un ascenseur pour vivre un cauchemar. L'orage est maintenant de retour et les portes s'entrouvrent à nouveau. Mais cette fois-ci, elles s'ouvrent pour vous ! » ( « What happened here that dimmed the lights of Hollywood's brightest showcase is about to unfold once again. One stormy night long ago, five people stepped through the door of an elevator and into a nightmare. That door is opening once again, but this time it's opening for you ! »).
Ensuite la cabine tombe au pied de sa cage, dans le noir. Contrairement à la version de Floride (depuis 2002), la séquence de chutes est identique à chaque passage dans l'attraction. Après cette première chute, la cabine remonte vers le 13e étage, permettant aux visiteurs de profiter à l'ouverture des portes du panorama du parc. Puis elle descend lentement d'un étage avant de tomber jusqu'au pied de la cage et de remonter cette fois jusqu'à hauteur d'une dizaine d'étages. S'ensuit une nouvelle chute (sans ouverture des portes) donnant aux participants une sensation d'apesanteur pendant un bref instant. Enfin, la cabine remonte vers le 13e étage où les portes s'ouvrent une nouvelle fois, avant la chute finale. Lorsque l'ascenseur rejoint la porte de sortie en se déplaçant vers l'avant, le narrateur intervient une dernière fois : « La prochaine fois que vous réserverez dans un hôtel abandonné de la partie sombre d'Hollywood, prenez bien soin de préciser combien de temps vous restez, ou vous risquez de devenir des résidents permanents... de la Quatrième Dimension » (« The next time you check into a deserted hotel on the dark side of Hollywood, make sure you know just what kind of vacancy you're filling. Or you may find yourself a permanent resident... Of The Twilight Zone »).

### Tokyo DisneySea
La version de Tokyo n'a pas le thème de la Twilight Zone. Elle est ouverte depuis septembre 2006 et a coûté 150 millions de $. Cette version nous parle d'un explorateur ayant rapporté une idole assez spéciale. Malgré les mises en garde de malédiction, l'explorateur décide de la garder avec lui. Malheureusement pour lui, il éteint son cigare sur la tête de cette dernière alors qu'il rejoint ses appartements par son ascenseur privé. Au milieu de l'ascension, l'idole déclenche sa malédiction en provoquant la chute de l'ascenseur et la disparition de l'explorateur. L'idole le retient prisonnier dans l'hôtel.

#### Données techniques
Cette attraction bénéficie du système FastPass
- Ouverture : 4 septembre 2006[15]
- Conception : Walt Disney Imagineering
- Style architectural : Art nouveau et néo-gothique new-yorkais
- Point culminant : 59 m (13 m sous le sol)
- Taille requise requise pour l'accès : 1,02 m
- Durée : 2 min. environ
- Capacité : 22 personnes par véhicule[16]
- Budget : 21 milliards de yen (160 millions de $)
- Type d'attraction : chute dans le vide (Hyper drop)
- Situation : 35° 37′ 27″ N, 139° 53′ 17″ E

#### concept

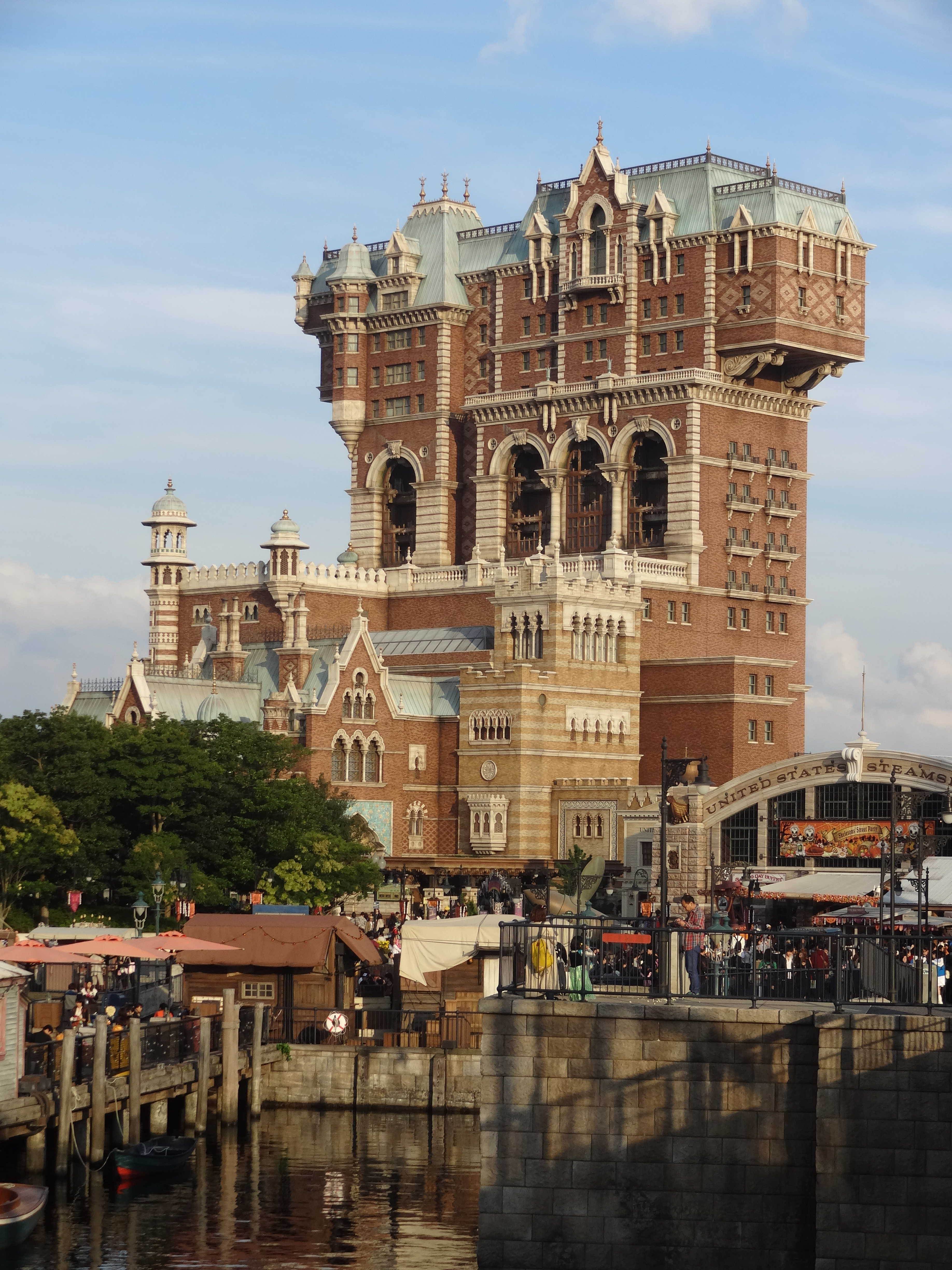
La Tour de la Terreur à Tokyo DisneySea.

Le concept est basé sur une autre histoire afin d'entrer en adéquation avec le port d'American Waterfront où a été construite l'attraction.
« Un riche industriel, Mr Harrison Hightower III, multimilliardaire et propriétaire de la U.S. Steamship Co. avait fait construire un hôtel quatre étoiles dans la ville de New York où, grand aventurier qu'il était, il exposait ses découvertes après avoir fait des voyages dans le monde entier ».
Le visiteur pénètre dans l'hôtel vers 1912, l'époque du land.
Après avoir serpenté dans la file d'attente à travers l'hôtel abandonné, on apprend dans l'ancien bureau de Mr Hightower, ou salle d'avant-spectacle, que ce dernier aurait découvert une mystérieuse relique en Afrique, une idole tribale nommée Shiriki Utundu, qui s'est ensuite révélée être maudite. L'homme disparut dans la nuit du 31 décembre 1899, alors qu'il se trouvait dans l'ascenseur qui le conduisait à ses appartements privés du 13e étage et l'hôtel fut abandonné. L'hôtel a été rouvert par la New York City Preservation Society qui nous propose de venir visiter l'hôtel, patrimoine municipal et majeur de la ville, et peut-être - qui sait - lever le voile sur le mystère du Hightower Hotel.
Les visiteurs sont ensuite introduits dans une énorme salle de stockage où Hightower a gardé ses trésors. Il y a plusieurs salles de chargement au deuxième étage, chacune ayant un thème différent. L'une a des épées, l'autre des tapisseries, la troisième a des tablettes de pierres et d'autres artefacts de valeur.
Les mécaniques de la Tour de la Terreur de Tokyo DisneySea sont identiques à celles des Tours californiennes et parisiennes, avec deux étages de chargement, un recul horizontal depuis les portes et dans les cages d'ascenseur, une scène du « couloir » et une scène du miroir, mais avec des changements thématiques. L'ordre des scènes du miroir et du « couloir » est inversé par rapport aux homologues américains et européens.
Alors que le voyage commence, un éclair électrique fait soudainement reculer l'ascenseur alors que les yeux de Shiriki observent les visiteurs dans l'obscurité. La voix d'Hightower se fait à nouveau entendre, expliquant ce qui lui est arrivé avant que l'ascenseur ne monte vers les appartements privés d'Harrison Hightower. Le fantôme de Hightower apparaît à côté de Shiriki posée sur une table, tendant la main pour la toucher avant qu'elle ne prenne soudainement vie. L'idole fait voler Hightower vers les portes de son ascenseur privé qui s'ouvrent tandis que la pièce se dissipe dans un champ d'étoiles. Hightower hurle alors qu'il tombe hors de vue, tandis que l'idole se tourne vers les visiteurs et ricane. 
L'ascenseur monte à nouveau et les portes s'ouvrent, révélant un grand miroir décoré. Hightower demande alors aux visiteurs de faire un signe de la main et de se dire « au revoir ». Ce faisant, l'éclairage de l'hôtel est remplacé par une lueur verte inquiétante et les reflets des visiteurs deviennent soudainement fantômatiques. Les reflets des passagers disparaissent alors que Shiriki apparaît soudainement, ricane de manière menaçante avant de se précipier soudainement vers les visiteurs.
L'ascenseur vibre, puis commence la série de chutes. L'une des particularités de cette version de la Tour de la Terreur est un effet spécial qui se produit chaque fois que les portes d'ascenseur exposées révèlent des passagers. La grande fenêtre au sommet de la tour, le penthouse privé de Hightower, émet des étincelles d'électricité verte et traverse la façade de l'hôtel pour « frapper » un ascenseur rempli de passagers avant qu'il ne tombe, ce qui coïncide avec le moment où les photos des visiteurs sont prises. À la fin de la séquence de chutes, l'ascenseur revient à son niveau de chargement, où les yeux verts de l'idole brillent une dernière fois alors qu'Hightower prévient les visiteurs de ne jamais revenir. 
L'hôtel fut conservé car il intriguait la municipalité de New York. Si, un jour, vous passez par le port de New York et que vous remarquez un mystérieux hôtel de 13 étages, un conseil : ne vous laissez pas attirer par la beauté du bâtiment, car vous risqueriez d'y rester bloqué... pour toujours !
Le bâtiment possède une architecture totalement différente de celle des autres parcs mais on peut noter une ressemblance dans la disposition de cette version et celle des Walt Disney Studios en France : une place avec deux pavillons bas de part et d'autre d'un porche donne accès à une cour au bout de laquelle s'élève le premier bâtiment de cinq étages juste devant celui de treize étages. Des toilettes sont disposées juste sur la gauche de la tour et de l'entrée.
Architecturalement parlant, la tour s'inspire de nombreux courants artistiques en vogue au début du XXe siècle dont différents styles d'Art nouveau : l'Art nouveau espagnol avec des éléments mauresques, des arcs cintrés, des minarets et des fenêtres à arc polylobés et colonnade triple ; le néo-gothique américain avec l'utilisation de la brique et des ogives ; des cheminées de style Tudor et des ferronneries géorgiennes… c'est un vrai résumé d'architecture.
La séquence de chutes est identique à la version de Disney California Adventure et des Walt Disney Studios.

### Parc Walt Disney Studios
La Tower of Terror française se trouve à Production Courtyard derrière l'endroit où se situe « La Terrasse Perrier », un service de restauration rapide. L'attraction est ouverte au public depuis le 22 décembre 2007. Son nom officiel complet est The Twilight Zone Tower of Terror : Un Saut dans la Quatrième Dimension.
En avril 2019, Disneyland Paris annonce que l'attraction bénéficiera d'une amélioration avec la création d'un scénario et d'une séquence de chutes différents pour chaque ascenseur. Cette nouvelle version de l'attraction s'intitule The Twilight Zone Tower of Terror : Une Nouvelle Dimension de Frissons et est mise en place de façon permanente dès le 28 septembre 2019.

#### Données techniques
Cette attraction bénéficie du système FastPass
Cette attraction bénéficie du système Disney Premier Access
- Ouverture : 22 décembre 2007[17]
  - Version « Un Saut dans la Quatrième Dimension » : 22 décembre 2007 - 27 septembre 2019
  - Version « Une Nouvelle Dimension de Frissons » : 28 septembre 2019 - présent
- Inauguration : 5 avril 2008[17]
- Conception : Walt Disney Imagineering - Otis Elevator Company
- Style architectural : Pueblo Deco
- Hauteur : 55,17 m
- Capacité : 21 personnes par véhicule
- Nombres de véhicules : 6
- Taille requise pour l'accès : 1,02 m
- Budget : environ 180 millions d'euros
- Vitesse : 13,6 mètres par seconde (48,96 km/h)
- Voix française des annonces et mises en garde : Jacques Ciron
- Voix française du narrateur Rod Serling : Guy Chapellier
- Situation : 48° 52′ 00″ N, 2° 46′ 43″ E

photo
Description de l'attraction

##### L'aspect architectural et autres différences
D'un point de vue technique, Tower of Terror de Paris présente une structure interne en béton et non en poutrelles métalliques comme dans tous les autres Tower of Terror. Il était plus facile pour Disney de faire construire avec les techniques locales : aucune entreprise de l'hexagone ne pouvait réaliser une construction de la même manière qu'aux États-Unis ou au Japon à moindre coût.
La version parisienne de la tour est presque identique à celle de Californie. En effet, même si la tour californienne a été construite avant celle des Walt Disney Studios (en 2004), elle a repris les plans dessinés depuis longtemps pour Paris. L'attraction se situe à quelques mètres du centre du parc.

Les différences avec la version californienne se situant sur le bâtiment sont :
- Le type de construction : en béton (structure métallique en Floride, Californie, et au Japon)
- Les poutres de soutien sur les côtés du bâtiment sont ornées de quarts de disques
- La partie ravagée possède un travail plus réaliste avec notamment l'apparition de briques rouges et non jaunes, comme à Disney California Adventure, ou encore l'apparition de fissures très marquées sur la façade du corps soutenant le dôme le plus élevé.
- Les travaux de bas reliefs sur le mur de sortie de l'attraction (gauche du bâtiment), mur non visible en Californie.
- L'absence de palmiers dans les jardins.
- L'attraction est cachée derrière des immeubles afin que la Tour n'écrase pas trop le parc de par sa hauteur.
- Les coulisses ainsi que le dos de la tour sont thématisés car visibles depuis l'arrière du parc.
- Les couloirs de sortie sont thématisés, contrairement à la Tour de Californie.

La tour est devenue un emblème des Walt Disney Studios grâce à sa position, qui la rend visible dans tout le parc, et même en dehors  (à la manière de Space Mountain par exemple). À noter que l'attraction est visible à 7 km à la ronde, y compris depuis l'autoroute A4.

##### The Twilight Zone Tower of Terror: Un Saut dans la Quatrième Dimension
Cette version de l'attraction est restée en place de l'ouverture du 22 décembre 2007 jusqu'au 27 septembre 2019. Le déroulement des scènes ainsi que la séquence de chutes sont identiques à la version de Californie, aux points suivants près :
- Le film diffusé dans la bibliothèque est, selon le paramètre déterminé par un employé de l'attraction, soit en version française sous-titrée en anglais, soit en version originale anglaise sous-titrée en français (dans les versions de Floride et de Californie, il est en version anglaise non sous-titrée).
- Les annonces et mises en garde avant l'embarquement dans l'ascenseur sont diffusées en français puis en anglais (dans les versions de Floride et de Californie, elles sont diffusées en anglais puis en espagnol).
- La narration durant l'attraction se fait, selon le paramètre déterminé par un employé de l'attraction, soit en français, soit en anglais (dans ce dernier cas, il s'agit de la narration créée pour la version de Californie).

##### The Twilight Zone Tower of Terror: Une nouvelle dimension de frissons
Cette version remplace la précédente depuis le 28 septembre 2019.
La scène de la bibliothèque reste la même que précédemment. Les modifications concernent les séquences visuelles et sonores diffusées dans les ascenseurs ainsi que les séquences de chutes. Chacune des trois cages d'ascenseur possède sa propre narration (en français et en anglais dans tous les cas) et sa propre séquence de chutes (contrairement à la version de Floride où la narration est toujours la même et où la séquence de chutes est sélectionnée au hasard pour chaque passage). Ces séquences se nomment respectivement La Machine Infernale, Les Créatures en Cage et La Cinquième Dimension.
Elles ont toutes en commun le fait d'avoir des interventions du fantôme de la petite fille (qui était l'un des cinq passagers de l'ascenseur disparus en 1939) et plusieurs arrêts durant la séquence de chutes : l'un devant le large miroir qui correspondait à l'entrée des visiteurs dans la Quatrième Dimension dans l'ancienne version, un autre devant le couloir où apparaissaient les fantômes des cinq personnes disparues en 1939, un arrêt au 13e étage à l'ouverture des portes et d'autres arrêts à différents niveaux selon la séquence.

## Œuvres dérivées

### Téléfilm
- Le téléfilm Le Fantôme d'Halloween (Tower of Terror en version originale), produit par Disney en 1997, reprend le scénario de l'attraction.

## Faits divers

### Leanne Deacon (Disney's Hollywood Studios)
Le 12 juillet 2005, une adolescente de 16 ans nommée Leanne Deacon de Kibworth, Leicestershire se plaignit de graves douleurs cérébrales et d'autres symptômes après avoir fait l'attraction Tower of Terror de Disney's Hollywood Studios. Elle fut emmenée à l'hôpital d'Orlando dans un état critique. Deacon dut subir une opération chirurgicale pour stopper des hémorragies internes au cerveau. Elle retourna par ambulance aérienne en Angleterre le 6 août toujours dans un état critique.
Les inspecteurs de Walt Disney World ont autorisé des officiels de l'État à les observer durant les examens pratiqués sur l'attraction pour vérifier la sécurité. Ils n'ont découvert aucun dysfonctionnement ou action sortant de l'ordinaire. L'attraction Tower of Terror rouvrit le 13 juillet 2005. Les raisons du malaise de la jeune Deacon n'ont pas encore trouvé d'explication en dehors du fait que, comme elle l'a elle-même mentionné, elle a refait plusieurs fois l'attraction durant son séjour sans ressentir aucun effet.
Leanne Deacon, depuis lors astreinte à l'usage d'un fauteuil roulant et ayant partiellement perdu l'usage de la parole à la suite de dommages neurologiques irréversibles et qui nécessitent un accompagnement médical permanent, a entamé en 2009 une procédure judiciaire à l'encontre de la société Disney.

### Bautista Riera (Disneyland Paris)
Le 23 novembre 2011, Bautista Riera, un enfant argentin âgé de 12 ans en visite à Disneyland Paris, est pris de malaises après être monté dans l'attraction. Transféré à l'hôpital Necker, un examen radiologique établit qu'il souffre d'une très forte contusion médullaire et osseuse. Au 7 décembre 2011, une information est publiée dans la presse indiquant que l'enfant, qui pratiquait au préalable divers sports et présentait toutes caractéristiques d'un enfant en bonne santé, est désormais paralysé des quatre membres et placé sous assistance respiratoire. Toutefois la presse évoque des incohérences soulevées par un responsable de Disney sous le couvert d'anonymat au journal La Nación car l'enfant est parvenu à rejoindre l'infirmerie par ses propres moyens.